# 哥伦比亚经济
哥伦比亚经济受到國內需求減少、嚴峻的政府預算和苦難的安全形勢的困擾。現政府面對著從養老金改革到減少失業率的挑戰。哥倫比亞的兩大出口產業：石油和咖啡前景不明朗，需要有新的開探來抵消日益減產的石油，而咖啡的收穫和價格前景令人沮喪。由於缺乏高階提煉能力，其石油加工工業不發達，許多石油產品還需要出口原料後於別國加工再進口。
治安和黑幫問題導致公眾安全是哥倫比亞商業領導者關心的問題，他們號召政府在FARC的和平談判中能取得進展。哥倫比亞現在正在繼續尋求國際社會的支持來推動經濟和和平進程。

## 概觀
哥倫比亞是世界第10大煤生產國、第4大出口國。估計儲量為170億公噸，礦業佔經濟地位重。哥倫比亞所產祖母綠寶石在世界居純度首位，成為一大利基點。還分別是世界第六大鎳礦及白金生產國。森林面積約1.1億公頃，其中用於商業伐木者約400萬公頃，尚有成長力，但是在抗暖化的世界潮流下已經有限制法令頒布，所以縱使哥國擁有美洲最大煤礦蘊藏量也受到同樣衝擊，煤礦逐漸在國際市場淡出。
長年以來近海、遠洋及淡水漁業皆發展落後，養殖業也不發達，急需外資引入技術，成為一大發展熱區，哥倫比亞古稱黃金國，初估黃金儲量約1,230萬噸，名列世界10大產金國。主要產區在Choco省及Antioquia省，目前已開採者尚不及儲量8％，也是急需外國技術的投資缺口。
哥倫比亞為次於委內瑞拉、巴西、阿根廷之中南美洲第4大產油國，原油儲量約24億桶，主要位於東部，國營石油公司Ecopetrol（90％官股）為哥國唯一進入富士比雜誌全球500大企業排行榜之企業，天然氣為哥國繼石油及煤後之第三大初級能源，占全國使用量約25％，主要用於火力發電及工業，2012年平均日產10.54億立方英尺，產區以北部為主，但反叛組織FARC及ELN等經常破壞輸油管等硬體設備，造成投資人及國家巨大損失。雖為產油國但2012年哥國塑膠業表現慘淡，產量萎縮6.4％，其石化後端製造能力貧弱原始，遭到中國大陸、日本等精密加工的塑化品進入後無法競爭，基礎化學及人造纖也幾乎沒有高階技術能力，只能依賴進口。

咖啡、大蕉、甘蔗、可可等長期性農作物在農村為多數人收入來源，在傳統紡織品方面，厄瓜多為主要出口市場占34％，次為委內瑞拉。2013年在民間業者要求下政府為打擊疑似與洗錢有關之低價紡品及鞋類不正常進口行為，於2013年1月公告對於成衣及鞋類加課從量及從價複合稅，由於此措施，2013年紡織成衣業已復甦，從業人數成長了21.9％。
汽車市場約有43％是國產、57％是進口，中國大陸、日本、印度及美國車款較受歡迎，車型中轎車占52％，休旅車占37％。雷諾在當地設有汽車零件組裝廠，出口成車及車殼至墨西哥，在由墨西哥二次組裝精加工，最後賣入美國。2013年哥國會通過對於進口電動車及充電站之降稅措施。該降稅措施包含對於每年750部電動車及每年100座充電站享零關稅進口之優惠；另對於每年750部油電混合車享5％之低關稅進口。